# Angela Atede
Angela Atede (* 8. Februar 1972) ist eine ehemalige nigerianische Hürdenläuferin, die sich auf den 100-Meter-Hürdenlauf spezialisiert hat. Ihren größten Erfolg feierte sie mit dem Sieg bei den Afrikaspielen 2003 in Abuja sowie mit dem Gewinn der Bronzemedaille bei den Commonwealth Games 2002 in Manchester.

## Sportliche Laufbahn
Erste internationale Erfahrungen sammelte Angela Atede vermutlich im Jahr 1994, als sie bei den Commonwealth Games in Victoria im Vorlauf über 100 m Hürden nicht ins Ziel kam. Im Jahr darauf gewann sie bei den Afrikaspielen in Harare in 13,01 s die Silbermedaille hinter ihrer Landsfrau Taiwo Aladefa und 1996 schied sie bei den Olympischen Sommerspielen in Atlanta mit 12,85 s im Viertelfinale aus. Bei den Leichtathletik-Weltmeisterschaften 1997 in Athen schied sie mit 12,97 s im Halbfinale über 100 m Hürden aus und belegte mit der nigerianischen 4-mal-100-Meter-Staffel in 43,27 s den siebten Platz. Anschließend siegte sie bei der Sommer-Universiade in Catania in 13,16 s im Hürdensprint. 1999 schied sie bei den Weltmeisterschaften in Sevilla mit 12,98 s erneut im Semifinale aus, ehe sie bei den Afrikaspielen in Johannesburg in 12,99 s die Silbermedaille hinter ihrer Landsfrau Glory Alozie gewann. Im Jahr darauf nahm sie erneut an den Olympischen Sommerspielen in Sydney teil und schied dort mit 13,11 s im Viertelfinale aus. 2002 gewann sie bei den Commonwealth Games in Manchester in 12,98 s die Bronzemedaille hinter den Jamaikanerinnen Lacena Golding-Clarke und Vonette Dixon und anschließend sicherte sie sich bei den Afrikameisterschaften in Radès in 13,16 s die Silbermedaille hinter der Madagassin Rosa Rakotozafy. Im Jahr darauf schied sie bei den Weltmeisterschaften nahe Paris mit 13,18 s im Semifinale aus und anschließend siegte sie in 13,01 s bei den Afrikaspielen in Abuja. Zudem siegte sie im Oktober in 13,18 s bei den Afro-asiatischen Spielen in Hyderabad. 2005 bestritt sie in der Halle ihre letzten offiziellen Wettkämpfe und beendete daraufhin ihre aktive sportliche Karriere im Alter von 33 Jahren.
In den Jahren 1997 und von 2002 bis 2004 wurde Atede nigerianische Meisterin im 100-Meter-Hürdenlauf.

## Persönliche Bestzeiten
- 100 Meter: 11,34 s (−0,6 m/s), 28. Juni 1997 in Lagos
- 200 Meter: 22,94 s (−0,5 m/s), 3. Mai 1997 in Le Gosier
- 100 m Hürden: 12,63 s (0,0 m/s), 28. Juni 1997 in Lagos
  - 60 m Hürden (Halle): 8,12 s, 21. Februar 2004 in Valencia